# Печерск (деревня, Смоленский район)
Печерск — деревня в Смоленском районе Смоленской области России. Входит в состав Печерского сельского поселения. Население — 286 жителей (2007 год). 
Расположена в западной части области в 2,5 км к северу от Смоленска, в 2 км южнее автодороги М1 «Беларусь», на берегу реки Вязовенька. В 6 км южнее деревни расположена железнодорожная станция Смоленск на линии Москва — Минск. 

## История
В годы Великой Отечественной войны деревня была оккупирована гитлеровскими войсками в июле 1941 года, освобождена в сентябре 1943 года. 